# دونا أتوود
دونا أتوود (بالإنجليزية: Donna Atwood)‏ هي متزلجة فنية أمريكية، ولدت في 14 فبراير 1923، وتوفيت في 20 ديسمبر 2010.

## وصلات خارجية
- دونا أتوود على موقع IMDb (الإنجليزية)